# Prasinochrysa eucharis
Prasinochrysa eucharis là một loài bướm đêm trong họ Geometridae.